# Selber machen
Selber machen ist eine 1974 gegründete Do-it-yourself-Zeitschrift, die im Münchener Verlagshaus GeraNova Bruckmann erscheint.

## Geschichte
Selber machen wechselte 1978 vom Orbis Verlag zum Jahreszeiten Verlag, der sie mit der von 1975 bis 1978 erschienenen Zeitschrift Zuhause, mach’s selbst vereinigte. Im November 2013 verkaufte der Jahreszeiten Verlag die Zeitschrift an das Verlagshaus GeraNova Bruckmann. Dafür wurde die in München ansässige Selbermachen Media GmbH als 100-prozentige Tochter von GeraNova Bruckmann gegründet.